# Corrado Prisco

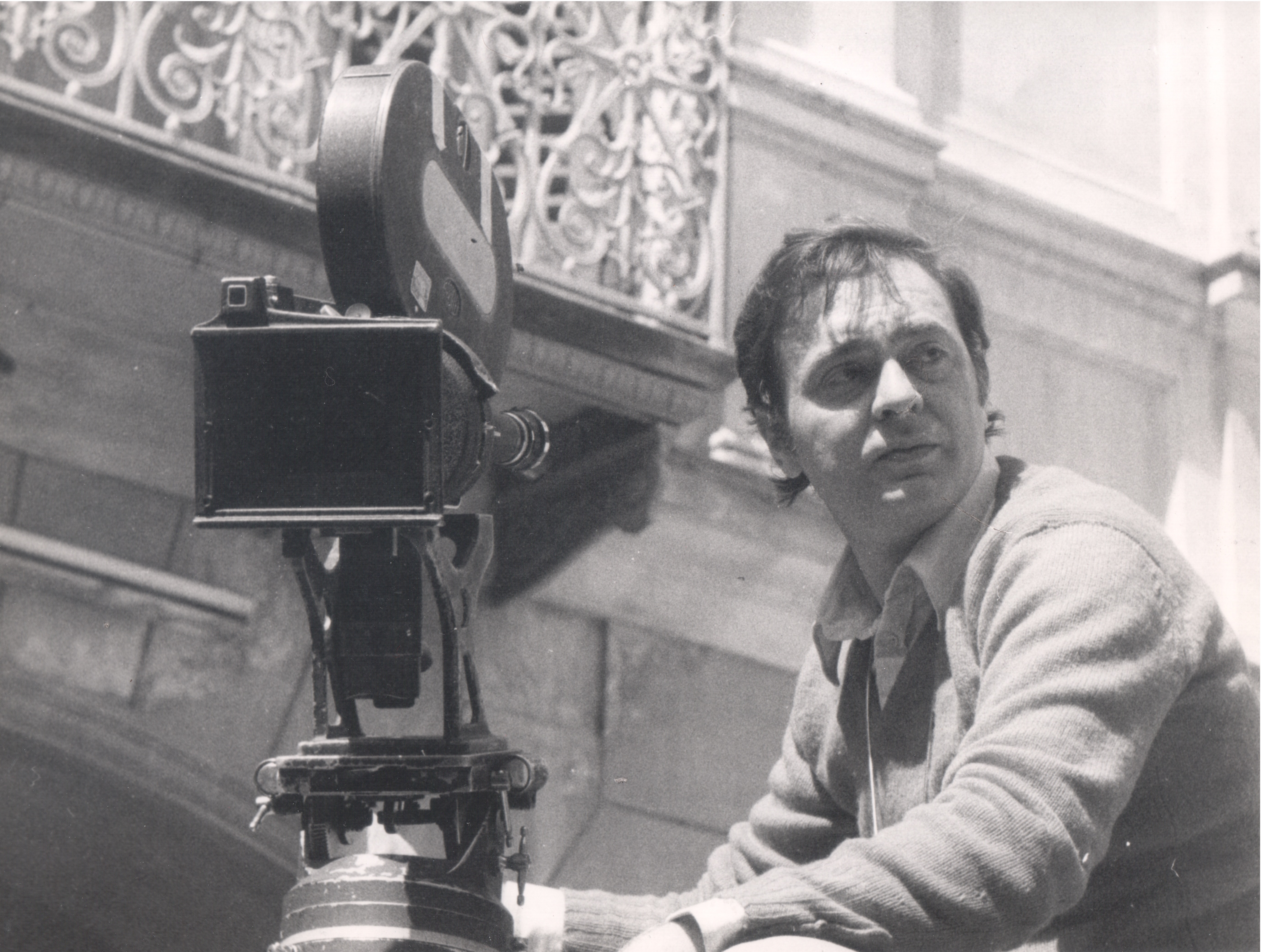
Corrado Prisco sul set del film Stress 1971

Corrado Prisco (Baronissi, 11 settembre 1942) è un regista, produttore cinematografico e sceneggiatore italiano.

## Biografia
Ha frequentato l'Accademia nazionale d'arte drammatica "Silvio D'Amico". È stato aiuto regista di Luchino Visconti, Orazio Costa, Herbert Graf e Sandro Sequi. Nella stagione 1964-1965 è stato aiuto regista al Teatro dell'Opera di Roma. Nel 1970 ha diretto il cortometraggio La morte è sogno, interpretato da Franco Citti e Guido Alberti su soggetto e sceneggiatura scritti con Mario Bologna. L'anno successivo è regista del lungometraggio Stress, scritto con Bologna. Selezionato alla Biennale di Venezia, il film riceve il premio di qualità dal Ministero del turismo e dello spettacolo. Nel 1972 produce e collabora alla sceneggiatura di un film dello spagnolo Francisco Rovira Beleta (Peccato mortale). Nel 1977, realizza per lo Stato maggiore dell'Esercito italiano italiano, il cortometraggio I bersaglieri, con la partecipazione di Alberto Sordi, Pietro Mennea, Mario Soldati e Aldo Fabrizi.
Come produttore ha realizzato i film Grazie... nonna (1975) e Prima notte di nozze (1975), quest'ultimo anche come regista. Ha collaborato con Turi Vasile alla produzione del film Pane e cioccolata ha prodotto con la società Laser film, socio con Turi Vasile,  Il tango della gelosia (1981), Lo scialo (1986), Guerra di spie (1987)  Per odio, per amore (1991) Classe di ferro (Telefilm in 24 puntate 1989-1991). Nel 1987 ha fondato e diretto la rivista Cinema & Industria; dagli anni '90 si è dedicato alla produzione ed organizzazione di eventi internazionali, fra cui il premio "Italia nel mondo" (la prima edizione si è svolta nel 1994 a New York) e, per il Ministero della difesa, i primi Giochi mondiali militari, tenutisi nel 1995 allo Stadio Olimpico di Roma.

## Filmografia parziale
Regia
- Stress (1971)
- Prima notte di nozze (1976)

Sceneggiatore
- Stress (1971)
- Peccato mortale, regia di Francisco Rovira Beleta (1973)
- Prima notte di nozze (1976)

Produttore
- Stress (1971)
- Peccato mortale (1973)
- L'ambizioso (1975)
- Grazie...nonna (1975)
- Prima notte di nozze (!976)
- Controrapina (1976)
- Schock (1977)
- Cara sposa (1977)
- Piedone l'africano (1977)
- Senza buccia (1979)
- Il tango della gelosia (1981)
- Lo scialo (1986)
- Guerra di spie (1987)
- Classe di ferro(1989-1991)
- Per odio e per amore (1991)